# Valérie Grand'Maison
Valerie Grand'Maison (Fleurimont, 12 ottobre 1988) è una nuotatrice canadese.
Nuota nella categoria S13 di disabilità, detiene il record del mondo per i 100, 200, 400 e 800 m stile libero e 400 m misti. Ha vinto tre medaglie d'oro alle Paralimpiadi estive 2008, nei 100 metri farfalla, 100 e 400 metri stile libero, e 3 medaglie d'argento nei 50 metri stile libero, 100 metri rana e 200 metri misti.

## Riconoscimenti
- Nuotatrice paralimpica dell'anno: 2007